# Vladkrivovichevita
La vladkrivovichevita és un oxihalur molt complex. Va ser anomenada en honor de Vladimir Gerasimovitx Krivovichev, director del departament de mineralogia de la Universitat Estatal de Sant Petersburg.

## Característiques
La fórmula química de la vladkrivovichevita és [Pb32O18][Pb₄Mn₂O]Cl14(BO₃)₈·2H₂O. Cristal·litza en el sistema ortoròmbic.

## Jaciments
La vladkrivovichevita va ser descoberta a la mina Kombat, situada al districte de Grootfontein (Otjozondjupa, Namíbia). Es tracta de l'únic indret on ha estat trobada aquesta espècie mineral.